# Santeramo in Colle
Santeramo in Colle – miejscowość i gmina we Włoszech, w regionie Apulia, w prowincji Bari.
Według danych na styczeń 2009 gminę zamieszkiwało 26 735 osób przy gęstości zaludnienia 186,4 os./1 km².

## Współpraca
Miejscowość partnerska:
- Bülach, Szwajcaria